# Gornja Kravarica
Gornja Kravarica (cyr. Горња Краварица) – wieś w Serbii, w okręgu morawickim, w gminie Lučani. W 2011 roku liczyła 371 mieszkańców.